# Жан Пол Мара
Жан Пол Мара (фр. Jean-Paul Marat; Будри, 24. мај 1743 — Париз, 13. јул 1793) је био француски револуционар, научник, лекар и публициста, познат по учешћу у Француској револуцији. Рођен је у Швајцарској, а велики део живота је провео у Енглеској. Био је члан радикалне фракције јакобинаца, иако никад није био јакобинац. Предлагао је насиље и покоље над утамниченим „непријатељима револуције“. Био је један од главних заговорника „владавине терора“ и састављача листи за гиљотину. Убила га је Шарлота Корде у кади.

## Научник и лекар
Рођен је у протестантској породици у Швајцарској. Боравио је у Бордоу, Паризу, Холандији, па се настанио у Лондону. У Лондону је објавио „Филозофски есеј о човеку“ (1773) у коме тврди да једино филозофија може решити проблеме везе душе и тела. Волтер је напао његов есеј. Током 1774. објавио је „Окови ропства“. Тим есејом постао је почасни члан многих патриотских друштава.
По повратку из Лондона публиковао је „Истраживање природе, узрока и лечења сингуларне болести очију“. Постао је лекар аристократских кругова. Наставио је са својим научним истраживањима светлости, оптике, електрицитета и топлоте. Није успео у покушају да постане члан Француске академије. Бенџамин Френклин га је често посећивао, а Гете је сматрао непримереним што га нису примили у академију.

## Пријатељ народа
Уочи Француске револуције напушта каријеру научника и филозофа и постаје револуционар. Мара се посветио политици 1788. када се почело захтевати сазивање трећег сталежа по први пут после више од 150 година. Од септембра 1789. покренуо је новине. Изражавао је сумњичавост према свима на власти и називао их је непријатељима народа. Мара је често нападао најмоћније групе у Француској, укључујући Уставотворну скупштину, министре. Уследило је кажњавање, па је побегао у Лондон у октобру 1789. У Лондону је објавио памфлет против Жака Некера. У мају 1790. вратио се у Париз и наставио са штампањем новина „Пријатељ народа“. Написао је много чланака против рата и скривених договора да се дестабилизује национална гарда. Критиковао је одлуку Националне скупштине да се продају имања цркве, да би се покрио државни дуг. Мара је наглашавао да се црквена земља могла искористити да се помогне сиромашнима.
Највише је нада полагао у Уставотворну скупштину, а изгубио је веру у акције законодавне скупштине.

## Национални конвент
Мара је током августа и септембра 1792. позивао и оправдавао погубљења непријатеља револуције. Руља је тако у септембру 1792. побила преко хиљаду заточеника у париском затвору.
Иако није припадао ниједној партији изабран је у Национални конвент септембра 1792. да би представљао народ Француске. Француска је постала република 22. септембра 1792. Законодавна власт Републике је био Национални конвент, а жирондинци су били најјача партија у конвенту. Извршну власт су имали комитети јавне безбедности. Иако је био против монархије Мара је сматрао да краљ не може бити крив за нешто пре прихватања француског устава. Краљ Луј XVI је осуђен на смрт 17. јануара 1793, а погубљен је 21. јануара 1793. на гиљотини. Дошло је до великога нереда и ратова са европским државама. Рат је кренуо лоше по Французе, а економија је назадовала. Мара је у својим новинама „Пријатељ народа“ оптуживао жирондинце да су скривени непријатељи републике и позивао је на обрачун са њима. Национални конвент је био под контролом жирондинаца и наредио је да Мара треба бити изведен пред револуционарни трибунал. Мара је био ослобођен оптужби 24. априла 1793. и вратио се у Национални конвент са још више јавне подршке. Наставио је са још жешћим нападима на жирондинце као непријатеље народа.

## Мараова смрт
Јакобинци су државним ударом 31. маја 1793. преузели власт уз помоћ подршке јавности и најсиромашнијих радника. Мара је био доста заслужан за долазак јакобинаца на власт. Јакобинци су покренули владавину терора.
Мара је боловао од кожне болести, па се често купао у кади да смањи неугодности од болести. Док се купао 13. јула 1793, Шарлота Корде  је његовим стражарима тврдила да је курир из Кана у Нормандији, где су се налазили избегли жирондинци за које је тврдила да спремају преврат. Кад су Шарлоту пустили код Мараа, она му је издиктирала имена жирондинаца који наводно у Кану спремају преврат. Након што је од ње чуо имена рекао је да их све треба на гиљотину. Она му је на то забила нож у прса и убила га у кади. Корде је била жирондинка и њена акција је изазвала освету широм Француске. Хиљаде жирондинаца и ројалиста убијено је тада под оптужбом за издају. Шарлота је такође погубљена на гиљотини 17. јула 1793. Током суђења рекла је да је убила једнога човека да би спасила 100.000.

## Обележавање Мараове смрти
Француски сликар Жак Луј Давид предводио је велику погребну церемонију. Насликао је чувену слику о Мараовој смрти. Цели Национални конвент присуствовао је Мараовој сахрани. Када су јакобинци почели своји кампању дехристијанизације Мара је постао квази-светац, а његово попрсје је стављано уместо крста у црквама.